# Resolve (Foo Fighters)
Resolve è un singolo del gruppo musicale statunitense Foo Fighters, pubblicato il 21 novembre 2005 come terzo estratto dal quinto album in studio In Your Honor.

## Video musicale
Il video venne diretto Michael Palmieri (che aveva già diretto quello per il precedente singolo DOA) e fu girato per la maggior parte delle scene a Duarte, in California, mentre le altre scene furono create al computer.
Il video comincia con Dave Grohl che attraversa una strada per andare in un ristorante "Sushi for Less". Una volta entrato nota la presenza di altre persone (interpretate dagli altri membri del gruppo) e di una cameriera asiatica. Dopo essersi seduto viene servito da un cameriere asiatico che, per il taglio dei capelli e della barba, per il tatuaggio sull'avambraccio e la T-shirt con il logo dei Motörhead, è identico a lui. Nate Mendel, iniziandosi ad annoiare osservando i crostacei vivi nella sua tazza, inserisce la punta di un cucchiaio tra i rebbi di una forchetta facendoli, tramite uno stuzzicadenti, reggere in equilibrio sul bordo di un bicchiere. Taylor Hawkins invece ammazza il tempo cercando di far restare in equilibrio una saliera su un piccolo mucchio di sale che aveva precedentemente creato, mentre Grohl canticchia il brano che in quel momento è diffuso sia dalla radio che dalla tv. Nella sequenza successiva Grohl, fissando la statuetta di un sub in fondo a un acquario, sogna ad occhi aperti di essere quel sub e che una sirena, identica alla cameriera del ristorante, nuota verso di lui. Dopo alcuni sguardi tra lui e la sirena, quest'ultima gli stacca il tubo dell'aria e i vetri del suo casco si frantumano. Nello stesso attimo Mendel fa accidentalmente cadere il bicchiere d'acqua e Hawkins fa lo stesso con la saliera, ma Chris Shiflett riesce a prendere il bicchiere prima che questo si rompa toccando terra. Grohl intanto, continuando il suo sogno ad occhi aperti, scopre di essere capace di respirare sott'acqua e nuota via con la sirena. Nel momento in cui Shiflett chiede a Mendel di mostrargli come fa a far rimanere in equilibrio sul bicchiere il cucchiaio e la forchetta, Grohl viene riportato alla realtà dalla cameriera che gli porta il conto mostrando di avere la mano palmata.
In rete è possibile trovare due versioni dello stesso video, le quali differiscono per alcune scene. La prima versione è quella ufficialmente trasmessa dai media musicali, nota anche come "non glow version", caratterizzata da una maggiore presenza di scene in cui la band suona presso un faro e dalle scene in cui Dave canticchia il ritornello mentre mangia. Nella seconda, invece, viene dedicato più spazio alle vicende nel ristorante, compaiono infatti più scene del cuoco e dei commensali che si complimentano per il cibo e viene inoltre mostrato ciò che viene servito a Dave: un piatto di sushi con una spiccata fosforescenza verde. Il cantante dapprima mangia con gran gusto e soddisfazione, ma poi in una scena sembra accusare un malessere, appena prima di avere l'allucinazione, e ciò lascia presumere il motivo del suo sogno ad occhi aperti, cosa non deducibile dall'altra versione del video.

## Tracce
CD1
1. Resolve - 4:38
2. DOA (Demo) - 4:09

CD2
1. Resolve - 4:38
2. World (Demo) - 5:39
3. Born on the Bayou (Creedence Clearwater Revival cover) - 3:20
4. Resolve Take Two (Video) - 4:38

7"
1. Resolve - 4:38
2. World (Demo) - 5:39

## Classifiche
| Classifica (2006) | Posizione massima |
| ----------------- | ----------------- |
| Nuova Zelanda     | 39                |
| Paesi Bassi       | 82                |
| Regno Unito       | 32                |